# Bronisław Miazgowski
Bronisław Miazgowski (ur. 1909, zm. 1981) – polski pisarz, dziennikarz i działacz społeczny, więzień polityczny PRL.

## Życiorys
Bronisław Miazgowski syn Wojciecha i Marii z d. Łozowy, ur. w 1909 w Starych Brodach (obecnie Ukraina) w rodzinie robotniczej. Jego matka była Ukrainką, co wcześnie zwróciło jego uwagę na zagadnienia konfliktu polsko-ukraińskiego, spraw narodowościowych i geopolityki. W wieku szkolnym rozpoczął działalność w Związku Harcerstwa Polskiego, dochodząc do stopnia harcmistrza.
W 1930 zdał maturę, następnie zorganizował wakacyjny spływ łodzią od źródeł Styru do ujścia Wisły i do Jastarni, gdzie zetknął się z harcerzami szkolonymi w Ośrodku Morskim PUWF i PW pod kierownictwem gen. Mariusza Zaruskiego i ukończył tam kurs morski. Zdarzenie to związało go z problematyką morza i żeglugi.
W l. 1930–1936 studiował na UW, uzyskując magisterium z filologii słowiańskiej.
W 1934 r. był w zespole redakcyjnym pisma „Demiurg” m.in. z Włodzimierzem Stępniewskim (ps. „Włodzimierz Rostowit”). Zespół głosił poglądy określane jako demiurgizm albo „demiurgiczny słowianizm”, będącej odmianą panslawistycznego nacjonalizmu neopogańskiego, antropocentrycznego z odcieniem panteistycznym. Odnośnie do ustroju społecznego postulowali elitaryzm, promujący jednostki twórcze, a w gospodarce nacjonalizację „kluczowych” gałęzi produkcyjnych. Przewidywali powstanie „nadnarodu” stworzonego przez zjednoczone narody słowiańskie po odrzuceniu przez nie, dominujących dotychczas wśród nich, form kultury obcego pochodzenia. Tak przebudowane narody słowiańskie miały stworzyć „trzecią cywilizację Ariów” (po antycznej i chrześcijańskiej).
Od 1937 pracował jako instruktor żeglarstwa w Zarządzie Głównym Ligi Morskiej i Kolonialnej, redagował też pisma „Żeglarz” (pismo ZHP) oraz „Polska na Morzu” – pismo Ligi Morskiej i Kolonialnej (od 1938 był jego redaktorem naczelnym).
W 1939 nie zmobilizowany. W listopadzie 1939 przez Węgry, Jugosławię i Włochy przedostał się do Francji, gdzie wstąpił do Armii Polskiej we Francji, służąc w szeregach 2 Dywizji Strzelców Pieszych. Wobec podpisania przez Francję separatystycznego zawieszenia broni z Niemcami jednostka ta 19-20 VI 1940 przekroczyła granicę szwajcarską i została internowana w Szwajcarii, Miazgowski znalazł się wśród internowanych. Władze szwajcarskie umożliwiły internowanym żołnierzom m.in. podjęcie studiów, z czego skorzystał, broniąc na uniwersytecie we Fryburgu doktorat ze slawistyki, wydrukowany w 1945 (zob. niżej). Udzielał się w życiu kulturalnym internowanych publikując w wydawanych przez nich pismach („Goniec obozowy”, „Pamiętnik Literacki”) m.in. pod pseudonimem „Bezmir”. Tam też zaprzyjaźnił się z późniejszym powieściopisarzem Januszem Teodorem Dybowskim, także internowanym żołnierzem 2 DSP.
Do kraju powrócił w 1946. Pracował w Ministerstwie Żeglugi (do 1949 jako doradca ministra), a w l. 1949–1950 w Lidze Morskiej. Po likwidacji LM przez władze (1950) kierował Biblioteką Centralną Polskiego Radia, mieszkając w Warszawie.
W 1950 powołał grupę dyskusyjną „Obóz Federacji Bałto-Słowian” (także „Bałtosłowiańskiej”) rozpatrującą położenie geopolityczne Polski i Europy Wschodniej. W jej skład wchodzili także b. „demiurgiści”, ale nie była ona kontynuacją „Demiurga” w sensie ideowym. Grupa ta przygotowała program polityczny będący wariantem koncepcji „Międzymorza”. 30 IX 1952 został aresztowany przez funkcjonariuszy Urzędu Bezpieczeństwa. UB aresztowało również kilku członków grupy, w tym Janusza Teodora Dybowskiego oraz podejrzewanego o członkostwo Włodzimierza Stępniewskiego, nie uczestniczącego w jej pracach.
Wyrokiem Wojskowego Sądu Rejonowego pod przewodnictwem por. Stefana Michnika został uznany winnym i skazany na 8 lat więzienia i przepadek mienia.

Początkowo odbywał karę w więzieniu Warszawa III (tzw. „Toledo”, przy ul Namysłowskiej, w warszawskiej dzielnicy Praga Północ). W 1954 – wobec szkodliwego (w rozumieniu władz komunistycznych) wpływu wywieranego przezeń na innych więźniów, przeniesiono go do więzienia w Siedlcach. Więzienie siedleckie opuścił 18 maja 1955 na roczną przerwę w odbywaniu kary, zamieszkał w Izabelinie k. W-wy, gdzie mieszkały jego 2 siostry.
W 1956 został objęty amnestią, a w 1957 został zrehabilitowany wyrokiem Sądu Najwyższego (podobnie jak inni skazani w procesie OFBS).

W 1960 wyjechał do Szwajcarii z uwagi na stan zdrowia i chęć połączenia się z żoną. Na emigracji utrzymywał kontakt z krajem, pozostając członkiem Związku Literatów Polskich oraz honorowym prezesem Klubu Marynistów. Publikował też w wydawnictwach krajowych (zob. niżej).
Był inicjatorem powołania Międzynarodowego Instytutu Kultury Morskiej, którego spotkanie założycielskie odbyło się w Bordeaux w 1973.
Zmarł we Fryburgu (Szwajcaria) w 1981.

## Twórczość
- Kultura i życie kulturalne, Matzingen (Szwajcaria), 1944
- Les éléments créateurs de la culture slave: d’après les cours d’Adam Mickiewicz au collège de France et a la lumière des vues contemporaines sur la culture en general, Université de Fribourg (Suisse), Fribourg, 1945 (doktorat)
- Maroko ziemia czerwona, Warszawa 1958 (tłum. rosyjskie Moskwa 1963)
- Ze wspomnień żeglarza, Warszawa, 1959
- Dar Pomorza (Bronisław Miazgowski – tekst; Florian Staszewski – zdjęcia) Warszawa, 1959.
- Morze w literaturze polskiej, Gdynia, 1964.
- Dom pod Zodiakiem, Gdynia, 1967 (wiersze o tematyce morskiej)
- Gemmy greckie, Gdańsk, 1974 (wiersze)

## Życie prywatne
W 1948 zawarł małżeństwo z obywatelką Szwajcarii Claire Marnier.